# Морено, Карла
Карла Летисия Морено Родригес (исп. 	Karla Leticia Moreno Rodríguez; род. 15 марта 1988, Манагуа) — никарагуанская тяжелоатлетка. Участница летних Олимпийских игр 2008 года, бронзовый призёр Панамериканского чемпионата 2008 года.

## Биография
Карла Морено родилась 15 марта 1988 года в никарагуанском городе Манагуа.
В 2008 году завоевала бронзовую медаль Панамериканского чемпионата по тяжёлой атлетике в Кальяо в весовой категории до 56 кг, подняв в сумме двоеборья 143 кг (62 кг в рывке + 81 кг в толчке).
В том же году вошла в состав сборной Никарагуа на летних Олимпийских играх в Пекине. В весовой категории до 48 кг заняла последнее, 9-е место при трёх дисквалифицированных и двух не финишировавших, подняв в сумме двоеборья 150 кг (65 кг в рывке + 85 кг в толчке) и уступив 46 кг завоевавшей золото Чэнь Вэйлин с Тайваня.
По состоянию на 2008 год была рекордсменкой Никарагуа в весовой категории до 48 кг — 154 кг (70 кг в рывке + 84 кг в толчке).